# الكون
الكون هو مفهوم كلامي أُوِّل بطرق شتى ووفقاً لنظريات مختلفة ومتعددة، وأحد الاتفاقات القليلة حول ماهية الكون من بين النظريات العدة التي اعتمدها الفلاسفة وغيرهم هو أن مفهوم الكون يدل على الحجم النسبي لمساحة الفضاء الزمكاني (الزماني والمكاني) الذي يتواجد فيه كل شيء من الموجودات كالنجوم والمجرات والكائنات الحية.

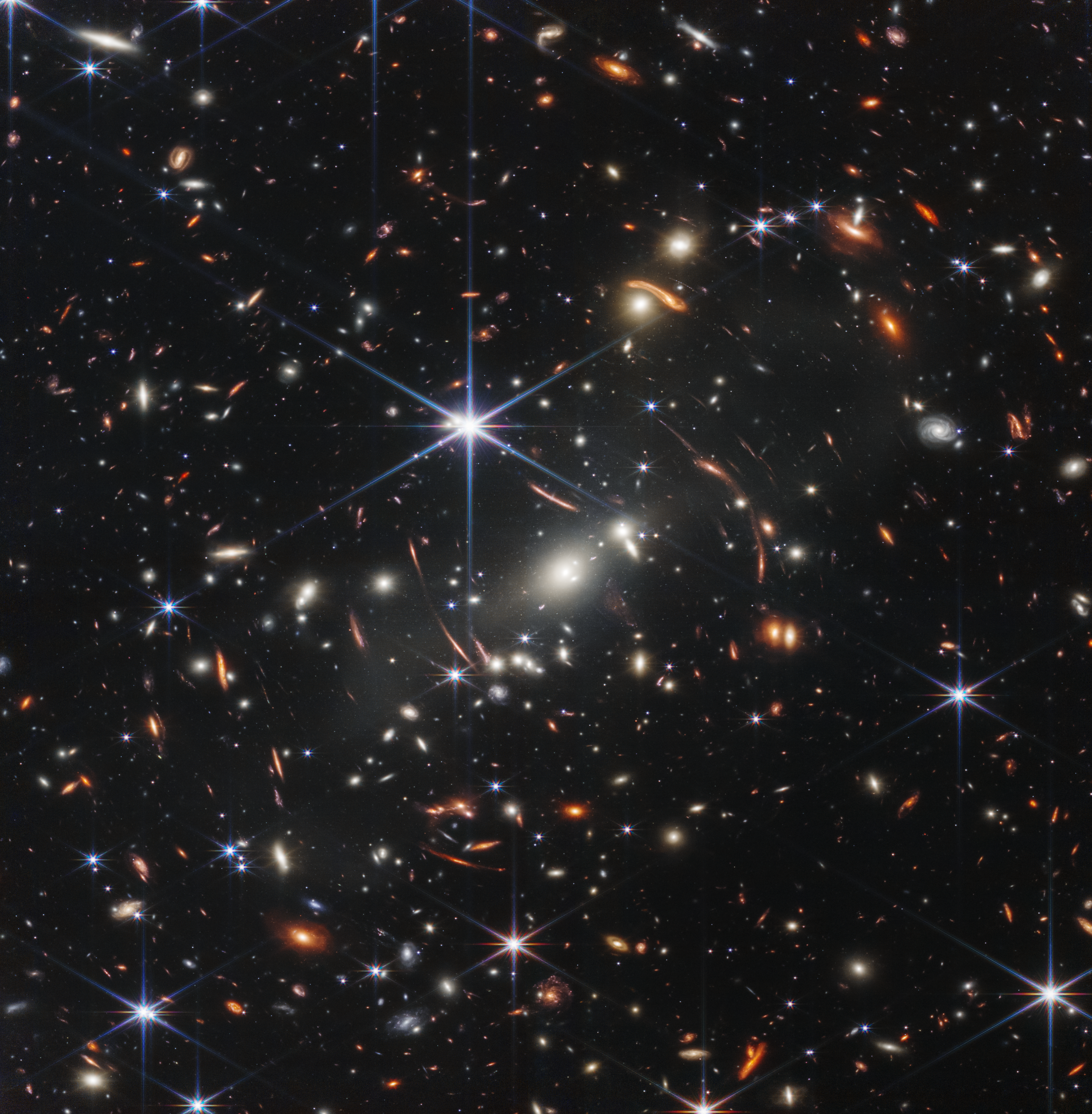
ابعد صورة للكون والاوضح التقتها مقراب جيمس ويب الفضائي وهي أول صورة للحقل العميق الاول لويب لمجموعة المجرات SMACS 0723 (تم إصدارها في 11 يوليو 2022)

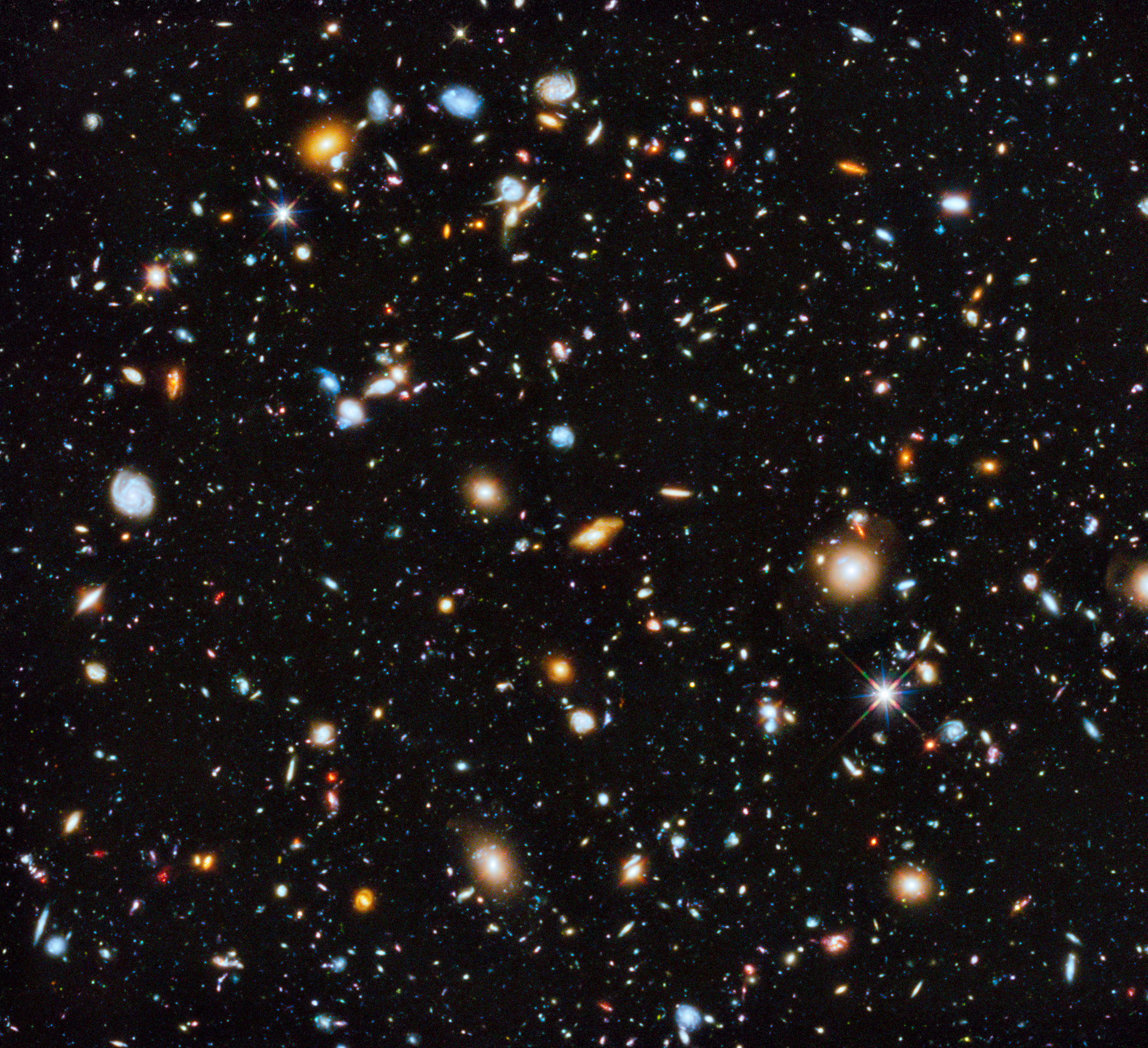
صورة للكون المرصود عبر تيليسكوب هابل عام 2014.

وتختلف الآراء في تحديد طبيعة هذا الكون، فمن هنا وتصور الفلسفات المختلفة والعقائد قديماً الكون بصورة معينة، ومن هنالك تظهر الفلسفات والعقائد الجديدة لتأويل مفهوم الكون بصور متعددة، وبطرق شتى، ومن ناحية النشوء والتطور وكذلك من ناحية هل للكون نهاية أم لا؟، وإلى آخره.
وحسب الوصف العلمي الحديث الذي يعد أن الكون هو فضاء شاسع يتكون من عدد ضخم من المجرات والنجوم والكواكب بالإضافة إلى الكويكبات والمذنبات، وتعتبر مجرة درب التبانة هي إحدى مجرات الكون التي تدور حول مركزها شمسنا مع مجموعتنا الشمسية التي يعد كوكبنا الأرض جزءاً منها.

## بداية الكون

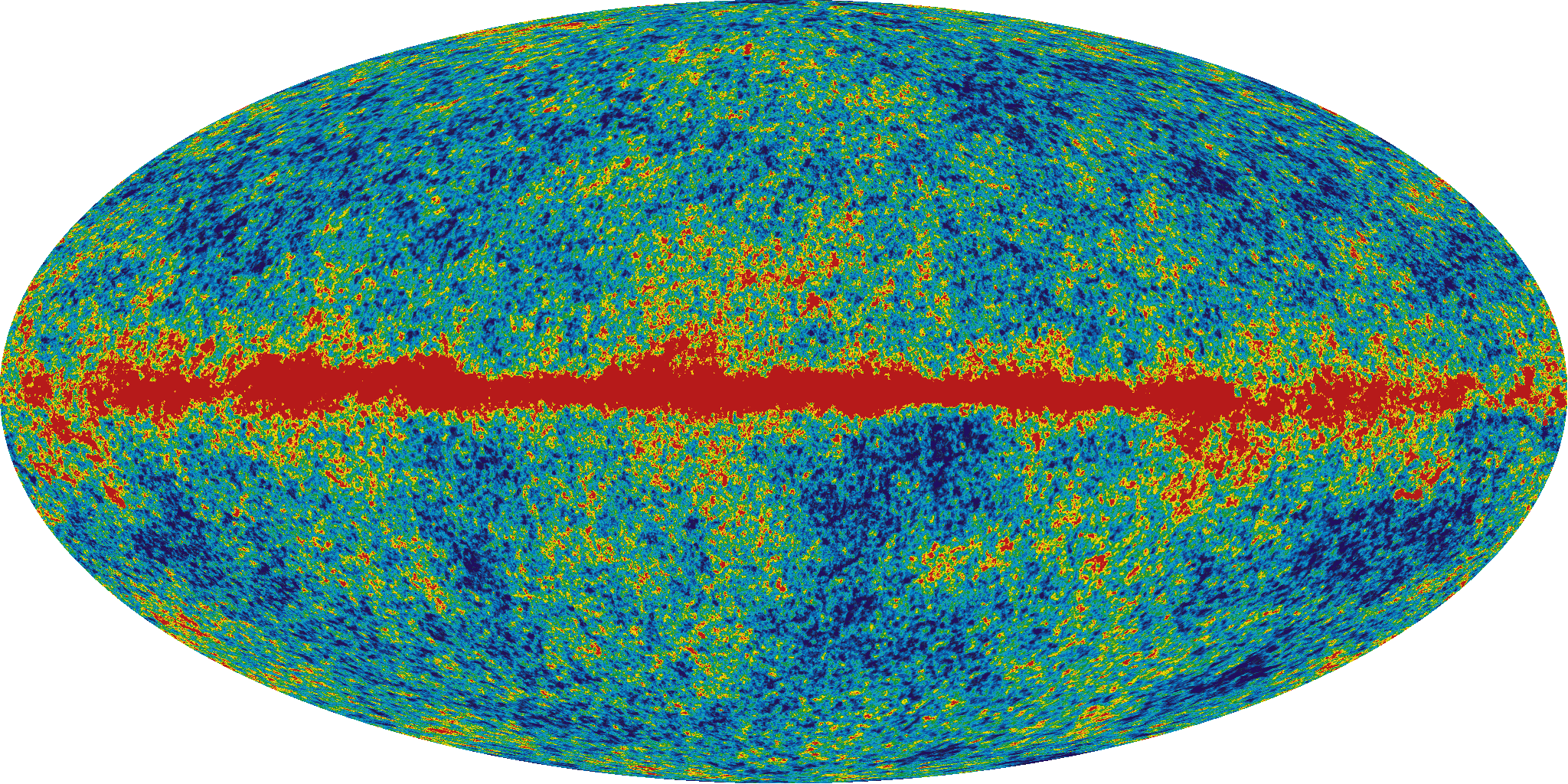
صورة للقبة السماوية كاملة التقطها مسبار WMAP تُظهر المجرات حسب حرارتها.

كثيراً ما اختلفت الأقاويل وتضاربت النظريات وتلاحمت الأفكار حول كيفية نشوء الكون، وكان الاختلاف قديماً حول هل الكون له بداية أم أزلي؟ ولكن ظلت تلك النظريات في حدود التصورات الفلسفية حتى عام 1916 عندما قام العالم ألبرت أينشتاين بحل معادلات نظريته النسبية العامة واكتشف أن النتائج تؤكد له أن الكون يتوسع، وقد أكد له العالم ألكسندر فريدمان عام 1922 صحة هذه النتائج بأن الكون يتمدد وليس ساكن، وفي الثلاثينيات طرحت نظرية الانفجار العظيم التي تتنبأ بأن الكون نشأ من انفجار نقطة بالغة الدقة تحتوي على كل مادة وطاقة الكون وانفجرت بشدة وعبر مليارات السنين أخذت مادة الكون في التمدد وتكوين المجرات والنجوم وكل الأجرام الكونية، وتعتبر نظرية الانفجار العظيم من النظريات المقبولة حالياً في المجتمع العلمي حول نشأة الكون نتيجة ظهور عدد من الأدلة التي أثبتت صحة النظرية، ولكن مازال العلماء يتساءلون عن كيفية تكون هذه النقطة التي شكلت الكون.

## مقياس المسافات الكونية
اصطلح علماء الفلك على استخدام السنة الضوئية معيارًا خاصًّا لقياس المسافات بين الكواكب والمجرات، وتعرف السنة الضوئية بالمسافة التي تقطعها أشعة الضوء في السنة الواحدة فإذا عرفنا أن سرعة الضوء تبلغ 300000 كم/ثانية فإن ذلك يعني أن السنة الضوئية تساوي مسافة 9400 مليار كم، ولضرب مثال على ذلك فإن المسافة بين الأرض والشمس تقارب 150 مليون كم وهذا يعني أن أشعة الشمس تستغرق ثماني دقائق وثلث للوصول إلى الأرض.
سرعة الضوء بالكيلومتر:
| في الثانية | في الدقيقة | في الشهر        | في السنة          |
| ---------- | ---------- | --------------- | ----------------- |
| 300.000    | 18.000.000 | 777.600.000.000 | 9.331.200.000.000 |

### الجدل حول هذا المقياس
إذا كان حجم المجرة التي تنتمي إليها الشمس ونظامها الكوكبي يزيد على مائة ألف سنة ضوئية وإذا كان حجم الكون المرئي أكبر من هذا بكثير، فإن استعمال السنة الضوئية يصبح عبئا على غير المتخصص.

## الكون والفضاء الكوني
الفرق بين الكون (Cosmos) والفضاء الكوني (Universe) أن التسمية الأولى تُعبر عن الكون المرئي لنا، أما الثانية فهي مُجمل الزمكان في كوننا سواءٌ أكان مرئياً أم لا، فكلمة "Cosmos" كانت تستعمل في الفلسفة، وهي مشتقة من أصل إغريقي بمعنى «النظام»، على عكس الفوضى، ثم أصبحت تطلق على الكون ككل (الكون المعروف) نظراً لانتظامه، أما "Universe" فقد كانت منذ البداية تعبر عن كل الوجود المادي: الأرض والكواكب والنجوم والشمس والقمر...إلخ، وفي الحقيقة كلمة «كون» باللغة العربية هي تقريباً مرادف لـ"Universe"، أما "Cosmos" فلا يوجد لها مرادف قريب أو بعيد في اللغة العربية.

## مواضيع مرتبطة
- التوافق الدقيق للكون
- السفر بين المجرات
- فضاء كوني
- ماء كوني
- عالم كونيات
- نشوء عدمي
- بلانك (مرصد فضائي)